# Pieter van der Staak
Pieter van der Staak (Den Haag, 25 mei 1930 – Zwolle, 2 november 2007) was een Nederlands musicus, klassiek gitarist, componist en muziekdocent.
Van der Staak was als gitarist autodidact, totdat hij in 1954 aan Andrés Segovia voorspeelde en werd toegelaten tot diens masterclasses in het Italiaanse Siena. Hier studeerde hij tot 1959 en ontmoette hij tevens Alirio Diaz bij wie hij eveneens gitaarlessen volgde. Andere belangrijke personen waren Emilio Pujol, onder wiens leiding hij vihuela en oude muzieknotatie studeerde, en Wolfgang Wijdeveld bij wie hij compositielessen volgde. In Nederland studeerde Van der Staak aan het Conservatorium te Maastricht onder leiding van de gitarist Hans Lutz Niessen. 

## Activiteiten
Van der Staak combineerde zijn interesse in het componeren met zijn docentschap en het geven van concerten. Hij maakte verschillende langspeelplaten met onder anderen de bekende tenor Arjan Blanken, zijn vrouw de celliste Maria Hol, de cabaretière Willy Brill en de gitarist Milan Zelenka. Met Willy Brill en Maria Hol gaf hij vele concerten in binnen- en buitenland.
Naast zijn andere activiteiten was Van der Staak de eerste hoofdvakdocent voor het vak klassieke gitaar aan het Stedelijk Conservatorium te Zwolle, waar hij tot aan zijn pensionering in 1984, een aantal talentvolle gitaristen opleidde tot professionele musici. Een van zijn leerlingen was gitarist en schrijver Jan Stavinoha.
Internationale bekendheid geniet ook de door Van der Staak opgerichte stichting Internationale Gitaarweken Zwolle, waarop door gitaristen zoals Alirio Diaz, John Mills, Pepe Romero, Roberto Aussel, David Russell, Darko Petrinjak, Raphaella Smits, Michael Tröster, Stefano Grondona en Alvaro Pierri aan jonge talentvolle gitaarstudenten onder meer speltechniek, interpretatie en podiumpresentatie gedoceerd is.

## Composities
Als componist schreef Van der Staak veel kamermuziek, waaronder bijvoorbeeld werken voor strijkkwartet, klarinetkwintet en cello-trio's. Naast composities voor cello-ensembles en accordeon-orkesten componeerde hij ook stukken voor minder gangbare combinaties zoals gitaar, fluit en klarinet.
Door zijn gitaristische achtergrond en zijn grote betrokkenheid bij het ontwikkelen van nieuw didactisch materiaal, zijn er talrijke composities voor één of meerdere gitaren ontstaan. Het overgrote deel hiervan is buitengewoon geschikt voor pedagogische doeleinden en werd in binnen- en buitenland uitgegeven. Erkenning voor deze bijzondere verdienste bleef dan ook niet uit hetgeen blijkt uit de vele internationale onderscheidingen die hem ten deel vielen.
Muziekuitgeverijen met composities van Van der Staak zijn onder andere Ars Nova (Zweden), Hortensia (Parijs), Suvini Zerboni (Milaan), Donemus (Amsterdam) en Broekmans & Van Poppel (Amsterdam). Recentelijk publiceerde de Canadese muziek uitgeverij Les Productions d'OZ verschillende minder bekende composities voor gitaar solo van hem.